# International Justice Mission
Pour les articles homonymes, voir IJM.
International Justice Mission ou IJM (Mission Justice International) est une ONG humanitaire chrétienne internationale de courant évangélique qui travaille pour les droits humains et combat le trafic sexuel, le travail forcé, l’esclavage, l’abus de pouvoir des policiers et le vol de propriété. Son siège est situé à Washington, aux États-Unis et son président est Gary Haugen.  

## Histoire
En 1994, l’avocat américain Gary Haugen travaille au département de la Justice des États-Unis quand il est affecté pour une enquête de terrain sur le génocide rwandais . Il comprend alors l’importance d’une organisation pour protéger les droits des plus pauvres. C’est ainsi qu’une équipe et lui fondent  International Justice Mission en 1997,.  Le premier dossier de justice à être traité est l'arrestation d'un suspect de viol à Manille, aux Philippines.  En 1998, l’organisation affirme avoir aidé plus de 700 personnes.  En 2016, elle affirme avoir aidé plus de 25 000 personnes.  En 2022, elle aurait des programmes dans 17 pays .

## Programmes
L’organisation représente des victimes dans des cas de trafic sexuel, travail forcé, esclavage, abus de pouvoir des policiers, vol de propriété et droits de citoyenneté,,,.   Elle travaille également avec les gouvernements de pays en développement pour améliorer les systèmes judiciaires.